# "B" is for Burglar
"B" Is for Burglar ("B" de Busca em português) é o segundo livro da série de romances mistério "Alphabet" de Sue Grafton e apresenta Kinsey Millhone, uma detective privada baseada em Santa Teresa, California.

## Personagens
- Kinsey Millhone: Detective privada, contratada para encontrar uma mulher.

## Prémios
"B" Is for Burglar ganhou o prémio 1986 Anthony Award para melhor romance em Bouchercon, a convenção de mistério em Baltimore, Maryland. O romance também ganhou o prémio Shamus Award em 1986 para Melhor Romance da Private Eye Writers of America.